# Vella
Vella foi uma comuna da Suíça, no Cantão Grisões, com cerca de 463 habitantes. Estendia-se por uma área de 7,38 km², de densidade populacional de 63 hab/km². Confinava com as seguintes comunas: Cumbel, Degen, Morissen, Obersaxen, Suraua, Surcuolm.
A língua oficial nesta comuna é o Romanche, falado por 84% da população.

## História
Em 1 de janeiro de 2013, passou a formar parte da nova comuna de Lumnezia.